# 5·31四川救災直升機失事事故
5·31四川救災直升機失事事故發生于2008年5月31日，中国人民解放军一架米-171直升機在執行汶川大地震救災任務時，於重災區汶川縣映秀鎮附近突然遇上大霧和強大氣流而墜毀。機上所有乘客和機員連同失事直升機失蹤逾10日，最後經過逾萬名人員連續10日進行搜救，於6月10日上午在映秀鎮附近高山密林中被尋獲，機上18人全部罹難。

## 經過
失事的直升飛機於當天下午1時由機長邱光華負責駕駛，由成都鳳凰山機場起飛，執行運送第三軍醫大學防疫專家到災區理縣的任務，預定下午2時20分搭載傷者返航。當時是兩架直升機編隊飛行，兩機爬高時突遇低雲大霧和強烈氣流。兩架直升機於是保持聯繫，並立即爬升企圖避開氣流。第一架飛機順利返航，第二架則失去聯繫。
據安全返回的直升機機長表示，當時突然有雲升上來，能見度極低，兩架直升機均未有雷達設備，必須靠機師目視，故兩機急速爬升以脫離雲團。

## 搜救行动
事故發生後，中共中央總書記、國家主席暨中央軍委主席胡錦濤下令要全力組織力量搜救，高峰時一度有4,000多搜救人員分成34支隊伍參與搜救，另有3架直升機協助。但由於失事地點峽陡山高樹密，氣候複雜，直升機無法降落，搜尋工作十分困難。搜救人員要至當晚入夜才能發現懷疑是失事直升機的殘骸，但因能見度低和森林茂密，救援人員根本沒法前往現場。
直至6月10日早上，四川雅安軍分區官兵才在映秀鎮西北方向7公里、海拔2800多米高的密林發現失事直升機殘骸，殘骸散落在東西長50米、南北寬70米山上。機上18人亦證實全部罹難。
拯救人員表示，由於直升機墜毀地區位於十分崎嶇的山上，再加上能見度低及氣流影響，嚴重影響救援進展。加上出事直升機機身漆上迷彩保護色，令救援人員難以確認直升機位置。

## 遇難者名單
机组人员：邱光华、李月、王怀远、陈林和张鹏（二级士官）。
部分乘客：赵祥（理县公安局城关派出所副所长）、陈健（理县公安局交警大队特勤中队中队长）和唐超（理县公安局交警大队协警员）。
機上另外載有10名傷員，全部同樣遇難。